# حزب کارگران سوسیالیست ایران
 حزب کارگران سوسیالیست ایران  یک حزب تروتسکیستی در ایران بود که پس از انقلاب ۱۳۵۷، در داخل ایران با این نام فعالیت داشت.

## پیشینه
در بهمن ۱۳۵۷ از وحدت دو گروه سیاسی تروتسکیسی  حزب کارگران سوسیالیست ایران  به وجود آمد. این دو گروه عبارت بودند از: گروه اروپا و گروه ستار.

اعضای گروه اروپا، جمعی از دانشجویان ایرانی مقیم انگلستان، ‌فرانسه و چند کشور اروپایی دیگر بودند که عمدتاً تحت تأثیر انقلاب کوبا، جنگ ویتنام و مبارزات جنبش دانشجوئی در طی سال های دهه ۱۹۷۰ به فعالیت سیاسی روی آورده بودند و در کنفدراسیون دانشجویان ایرانی علیه دیکتاتوری شاه فعالیت می کردند.

برخلاف جریانان سیاسی غالب در بین جوانان با تمایلات چپ در آن سال ها یعنی استالینیسم، مائوئیسم و خروشچفیسم آنان به لحاظ سیاسی به گرایش تروتسکیسم روی آوردند. گروه به لحاظ نظری مصوبات نخستین چهار کنگره کمینترن (بین الملل سوم)، مواضع تروتسکی و اپوزیسیون چپ حزب کمونیست شوروی و برنامه انتقالی برای انقلاب سوسیالیستی تروتسکی را راهنما خود جهت تدارک ایجاد یک حزب انقلابی - کارگری در ایران قرار داد. گروه به عنوان انترناسیونالیست در سطح جهانی، به بین‌الملل چهارم پیوست و اعضایش در کشورهای مختلف با بخش‌های بین‌الملل چهارم در آن در کشورها همکاری می‌کردند. در فاصله سال های ۱۳۵۳ - ۱۳۵۹ گروه یک نشریه تئوریک- سیاسی به نام  کندوکاو، در لندن و سپس در تهران منتشر می‌کرد.

در همان سال های شکل گیری سیاسی گروه در اروپا، عده ای از دانشجویان ایرانی در ایالات متحده امریکا، تحت تأثیر حزب کارگران سوسیالیست آمریکا، که بخش بین‌الملل چهارم در آن کشور بود، به تروتسکیسم جلب شدند. آنان زیر عنوان انجمن ستار به دور نشریه پیام دانشجو خود را متشکل ساختند.

در جریان انقلاب ایران اعضای دو گروه فعالیت‌های خودرا به ایران منتقل کرده و در جریان کنگره وحدت تشکیل حزب کارگران سوسیالیست ایران اعلام می‌شود و نشریه  کارگر  را منتشر می‌کند.

## پس از انقلاب ۱۳۵۷
فعالیت‌های حزب در دفاع از حقوق دمکراتیک زنان، خلق عرب، بیکاران و زحمتکشان در خوزستان تأثیر بسیاری بر اذهان عمومی مردم منطقه گذاشت و موجب نگرانی شدید رژیم شد. فعالین حزب در خوزستان، به خصوص در اهواز، مورد حملات پی در پی رژیم قرار گرفتند. سرانجام رژیم ۱۵ تن از اعضاء حزب در اهواز را دستگیر کرده و برای آن‌ها حکم اعدام صادر کرد. با کاراز تبلیغاتی گسترده‌ای که حزب برای آزادی آنان به راه انداخت رژیم زیر فشارهای بین‌المللی ناگزیر شد پس از ۹ ماه آنان را از زندان آزاد کند. در سایر شهرها نیز فروشندگان نشریه کارگر مورد اذیت و آزار عاملین رژیم قرار گرفتند. حملات روزمره و فشارهای مداوم رژیم علیه اعضای حزب، گرایش فرصت طلبانه ی مماشات با رژیم خمینی را در درون حزب تقویت کرد. آن خط فرصت طلبانه عمدتاً از سوی رهبران گروه انجمن ستار سابق مطرح می‌شد.

## انشعاب
پس از انقلاب با مطرح شدن مسئلۀ حمایت برخی از گروه‌ها و احزاب چپ از خمینی در برابر امپریالیزم امریکا، در حزب کارگران سوسیالیست نیز دو جبهه به وجود آمد. سرانجام پس از شش ماه فعالیت، اعضای گروه سابق انجمن ستار از حزب انشعاب کردند و پس از مدتی نام حزب کارگران انقلابی را برای تشکیلات خود انتخاب کردند. نشریۀ کارگر داوطلبانه متوقف شد و سردبیر آن به دنبال اخذ اجازۀ رسمی از دولت جمهوری اسلامی روانه شد و پس از چندماه با کسب اجازه رسمی با انتشار دورۀ دوم کاملاً در خدمت رژیم درآمد. این گروه چند سالی به فعالیت سازشکارانه با رژیم اسلامی ادامه داد و سرانجام خود را منحل کرد.

پس از انشعاب در حزب، جناح مبارز با نام حزب کارگران سوسیالیست را حفظ کرد و در شرایط سخت غیرقانونی بودن نشریات چه باید کرد، کارگر، کارگر سوسیالیست، نظم کارگر را منتشر کرد و با ایجاد انتشارات طلیعه به ترجمه و انتشار آثار مارکسیستی پرداخت.

حزب کارگران سوسیالیست طی سال‌های ۱۳۶۰ تا ۱۳۶۲ با جناح سوسیالیست انقلابی سازمان فدائیان خلق (اقلیت) ارتباط برقرار کرد که در پی سرکوب سازمان اقلیت، این رابطه از بین رفت.

به دنبال سرکوب خونین نیروهای چپ توسط جمهوری اسلامی در سال ۱۳۶۲ گروه از هم پاشید. تنی چند از بقایای گروه در پناهندگی در پاریس در فاصله سال‌های ۱۳۶۲ تا ۱۳۶۸ به انتشار نشریۀ  سوسیالیزم و انقلاب پرداختند.

در سال ۱۳۶۴ حزب در رابطه با انقلاب ایران قطعنامه‌ای با عنوان انقلاب و ضد انقلاب در ایران منتشر کرد. این سند پس از ارائۀ ترازنامۀ انقلاب و نقش نیروهای چپ در آن نوشته به ترسیم چشم‌انداز برای آتیۀ جنبش چپ ایران می‌پردازد.